# Ngô Thúc Lanh
Ngô Thúc Lanh (1923–2019) là Nhà giáo nhân dân, Giáo sư của Việt Nam. Ông nguyên là chủ nhiệm khoa Toán của Trường Đại học Sư phạm Hà Nội. Ông được mệnh danh là "cha đẻ của ngành sư phạm toán học" ở Việt Nam hay thường được xem là "thầy của những người thầy ngành sư phạm toán" của Việt Nam. Ông là người viết cuốn sách Đại số đầu tiên ở Việt Nam.

## Cuộc đời
Ngô Thúc Lanh sinh năm 1923 tại huyện Ứng Hòa tỉnh Hà Tây, nay là Hà Nội.
Năm 1943, Ngô Thúc Lanh thi đỗ Tú tài toàn phần. Ông vốn là sinh viên trường Đông Dương. Năm 1947, thấy giáo Lanh tham gia giảng dạy tại trường Trung học kháng chiến Chu Văn An(tại Đào Giã, Thanh Ba, Phú Thọ). Năm 1951, Thầy Lanh tham gia giảng dạy môn Toán cho Ban khoa học Tự Nhiên của khu Học xá tại Tâm Thu, Nam Ninh, Trung Quốc.
Năm 1954, Ngô Thúc Lanh cùng với các giáo sư Lê Văn Thuân, Nguyễn Thúc Hào, Hoàng Tụy, Nguyễn Cảnh Toàn tham gia xây dựng chương trình, viết giáo trình và giảng dạy rất nhiều môn toán khác nhau. Giáo sư Ngô Thúc Lanh đã đào tạo nhiều lớp cán bộ giảng dậy và nghiên cứu Toán học làm nòng cốt cho các trường đại học và các viện nghiên cứu ngày nay tại Việt Nam.
Năm 1956, Thầy Ngô Thúc Lanh là Chủ nhiệm khoa Toán trường Đại học Sư phạm Hà Nội. Năm 1957, Ngô Thúc Lanh được cử đi học khóa tu nghiệp ở Liên Xô. Từ năm 1958 đến năm 1972, ông là Chủ nhiệm khoa Toán trường Đại học Sư phạm Hà Nội.
Từ năm 1973 đến năm 1992, Giáo sư Lanh là giảng viên Bộ môn Đại số, Khoa Toán – Tin trường Đại học Sư phạm Hà Nội.
Giáo sư Ngô Thúc Lanh qua đời sáng ngày 26 tháng 3 năm 2019, tức ngày 21/2 năm Kỷ Hợi, không lâu sau sinh nhật 96 tuổi. Lễ tang của ông được tổ chức tại Nhà tang lễ Bộ Quốc phòng, Hà Nội. Sau đó linh cữu được hỏa táng tại Đài hoá thân Hoàn Vũ, Văn Điển và an táng tại Công viên nghĩa trang Lạc Hồng Viên, tỉnh Hoà Bình.

## Gia đình
Giáo sư Ngô Thúc Lanh là con cháu họ Ngô ở Vân Đình, huyện Ứng Hòa, Hà Tây. Gia đình và dòng họ ông vốn nhiều đời làm nghề dạy học. Thân sinh giáo sư Lanh là ông Ngô Đình Nhã có em trai là Ngô Huy Tân là ông nội của giáo sư Ngô Bảo Châu.

## Câu nói
| “ | Vị trí của tôi trong ngành là do lịch sử tạo nên. | ” |

| “ | Kỳ thực con đường đi của Châu không liên quan gì đến tôi. Giữa chúng tôi, mối dây liên hệ duy nhất là có họ hàng. | ” |

## Nhận xét
| “ | ... Thời kỳ Giáo sư Ngô Thúc Lanh làm Chủ nhiệm khoa (1956–1972) là giai đoạn khoa Toán làm việc nghiêm túc nhất, dạy dỗ chuẩn mực, học tập và lao động hăng say nhất! | ” |

_ Giáo sư Vũ Tuấn (nguyên Hiệu trưởng trường Đại học Sư phạm Hà Nội.
| “ | ... Tuy anh Lanh là lãnh đạo nhưng chúng tôi cảm giác rất dễ dàng chia sẻ các vấn đề với anh. Thời đó, người ta đánh giá con người thiên về thành phần xuất thân, nhưng anh Lanh lại rất rộng lượng. Ai cứ có tài, ham học hỏi là được anh ghi nhận, khuyến khích. Anh tạo nên không khí hăng say tìm tòi cái mới trong khoa | ” |

_Giáo sư Đoàn Quỳnh, một đồng nghiệp đàn em của GS Ngô Thúc Lanh.

## Công trình
- Toán học vui.[3]
- Giúp em vui học Toán 2 (sách tham khảo). Chủ biên: Nhà xuất bản Giáo dục, (năm 2001)
- Giúp em vui học Toán 3. Nhà xuất bản Giáo dục (năm 2000)
- Đại số tuyến tính (Giáo trình). Nhà xuất bản Đại học (năm 1970)
- Đại số và số học. Nhà xuất bản Giáo dục. 4 tập: Tập 1. Tập 2, (năm 1986). Tập 3, (năm 1987). Tập 4, (năm 1988)
- Các danh nhân Toán học. Nhà xuất bản Khoa học và kỹ thuật (năm 2003)
- Từ điển Toán học thông dụng. Đồng tác giả (năm 2001).

## Vinh danh
- Năm 1980, Nhà giáo Ngô Thúc Lanh được phong danh hiệu Phó giáo sư.
- Năm 1984, Phó giáo sư Lanh được phong danh hiệu Giáo sư.
- Năm 1988, Giáo sư Ngô Thúc Lanh nhận Huân chương lao động hạng ba, danh hiệu Nhà giáo nhân dân đợt đầu tiên.[7]